# ليف أولمان
ليف جوهان أولمان، ممثلة ومخرجة نرويجية، اشتهرت بكونها أحد أعظم الممثلات الأوربيات، وبعلاقتها العاطفية مع المخرج انغمار بيرغمان، كما شاركت في العديد من أفلامه.

## نشأتها
ولدت في 16 ديسبمبر 1938، في طوكيو، اليابان، حيث كان يعمل والدها اريك أولمان (1907-1945) كمهندس طائرات في طوكيو آنذاك، استدعى عمل والدها في قوات الطيران النرويجية انتقال عائلتها إلى تورونتو، كندا أثناء الحرب العالمية الثانية إذ كانت ليف في عمر السنتين.
انتقلت عائلتها بعد ذلك إلى نيويورك، حيث توفي والدها بعد أربع سنوات من انتقالهم؛ إثر إصابات في الرأس جراء اصطدامه بمروحة الطائرة، تركت وفاة والدها أثرًا عميقًا في ليف أولمن، وعملت والدتها جين ايرب (1910-1996) كبائعة كتب أثناء تربيتها لابنتيها، وانتقلوا في النهاية إلى النرويج، واستقروا في مدينة تروندهايم.

## مسيرتها الفنية
بدأت ليف أولمان مسارها في التمثيل كممثلة مسرح في النرويج في منتصف الخمسينات، ويمثل المسرح جزءًا كبيرًا من مسيرتها المهنية في التمثيل، وعُرفت بتأديتها لدور نورا في مسرحية بيت الدمية لهنريك إبسن، وازدادت شهرتها عندما شرعت العمل مع المخرج السويدي انغمار بيرغمان، إذ شاركت في 10 من أعماله مثل: برسونا (1966)، شغف آنا (1969)، صرخات وهمسات (1972) وسوناتا الخريف (1978).
كما أنجزت أولمان خمسة أفلام روائية هي:
ـ حب (1982)
ـ صوفيا (1992)
ـ اعترافات خاصة (1996) وهو مسلسل تلفزيوني عن مخطوطة لبيرغمان.
ـ الخائن (2000) عن مخطوطة لبيرغمان.
أما في ميدان الإخراج المسرحي فقد أنجزت أولمان عام 2009 عرضاً مميزاً لمسرحية تنيسي وليمس “عربة اسمها الرغبة” لفرقة سدني المسرحية في أستراليا لعبت فيها كل من الممثلة الأسترالية كيت بلانشيت والبريطانية كيت وينسل الدورين الرئيسيين. الجدير بالذكر أن أولمان كانت قد لعبت الدور الرئيسي في هذه المسرحية لأول مرة عام 1975 على مسارح برودواي، كما لعبت ليف أولمان دور الجدة في فيلم “عبر زجاج معتم” 2008 وهو من إخراج جيسبر دبليو نيلسون.
شاركت ليف أولمان مع الممثل السويدي بيرجمان ايرلاند جوزيفسون في مسلسل تلفزيوني قصير بعنوان «مشاهد من زواج» عام 1973، تحول المسلسل لاحقًا إلى فيلم عام 1974 وعُرض في السينما ونال العديد من الجوائز، وفي عام 2021 تبنت HBO المسلسل وأنتجت نسخة أمريكية منه في 5 حلقات.

## الجوائز
فازت أولمان بجائزة غولدن غلوب لأفضل ممثلة - فيلم دراما عام 1972 عن فيلم المغتربون، رُشحت أيضًا لجائزة السعفة الذهبية عام 2000 عن ثاني فيلم أخرجته "Faithless" ورشحت مرتين لجوائز الأكاديمية البريطانية للأفلام (جوائز بافتا)، ومنحت في 25 مارس 2022 جائزة الأوسكار الفخرية تقديرًا لشجاعتها وشفافيتها العاطفية.

## المؤلفات
نشرت ليف أولمان مذكراتها الشخصية في كتاب بعنوان «أتغير» والذي صدر عن دار المدى للطباعة والنشر والتوزيع بترجمة أسامة منزلجي.

## روابط خارجية
- ليف أولمان على موقع IMDb (الإنجليزية)
- ليف أولمان على موقع الموسوعة البريطانية (الإنجليزية)
- ليف أولمان على موقع مونزينجر (الألمانية)
- ليف أولمان على موقع قاعدة بيانات الأفلام العربية
- ليف أولمان على موقع ألو سيني (الفرنسية)
- ليف أولمان على موقع ميوزك برينز (الإنجليزية)
- ليف أولمان على موقع تيرنر كلاسيك موفيز (الإنجليزية)
- ليف أولمان على موقع أول موفي (الإنجليزية)
- ليف أولمان على موقع قاعدة بيانات برودواي على الإنترنت (الإنجليزية)
- ليف أولمان على موقع قاعدة بيانات الأفلام السويدية (السويدية)
- أخبار مُجمّعة وتعليقات عن ليف أولمان في موقع صحيفة نيويورك تايمز.
- ليف أولمان على موقع Charlie Rose
- The Guardian/NFT interview with Shane Danielson, 23 January 2001
- Peter Bradshaw review of Trolösa, الغارديان, 9 February 2001